# Courdemanche (Eure)
Courdemanche – miejscowość i gmina we Francji, w regionie Normandia, w departamencie Eure.
Według danych na rok 1990 gminę zamieszkiwały 462 osoby, a gęstość zaludnienia wynosiła 51 osób/km² (wśród 1421 gmin Górnej Normandii Courdemanche plasuje się na 481. miejscu pod względem liczby ludności, natomiast pod względem powierzchni na miejscu 402.).